# Delta Goodrem
Delta Lea Goodrem (Sydney, 9 novembre 1984) è una cantautrice, pianista e musicista australiana.
È una delle artiste australiane di maggior successo con diciassette singoli e cinque album che hanno raggiunto la Top10 australiana e più di 10 milioni di dischi venduti in tutto il mondo. Ha ottenuto diversi premi e riconoscimenti, tra cui un MTV Video Music Awards, tre World Music Award e nove ARIA Music Awards.
Dopo aver firmato per la Sony all'età di 15 anni, Delta ha raggiunto il successo nel 2002, partecipando alla soap opera australiana Neighbours. Grazie a ciò entra nelle scene discografiche pubblicando l'album Innocent Eyes (2003) che ad oggi risulta essere il quarto album più venduto in Australia. Successivamente pubblica Mistaken Identity (2004) e Delta (2007), che hanno raggiunto il numero uno della classifica australiana. Nel 2012 viene pubblicato il quarto album Child of the Universe insieme all'EP natalizio Christmas. Il quinto album, Wings of the Wild, viene pubblicato nel 2016 e debutta alla prima posizione in Australia. Nel novembre 2020 pubblica Only Santa Knows, primo progetto discografico dalla cantautrice di musica natalizia, seguito nel 2021 dal settimo album in studio Bridge Over Troubled Dreams.
Dal 2012 al 2020 è presente come giudice e coach al programma televisivo The Voice Australia e The Voice of Kids.
Il suo repertorio rientra nella musica pop ed è caratterizzato dall'uso del pianoforte, che suona solitamente a piedi nudi durante le esecuzioni dal vivo. La Goodrem è nota anche per la sua potente ed estesa voce da soprano. Ha inoltre scritto brani per altri artisti, tra cui Céline Dion, Brian McFadden, Katherine Jenkins, il gruppo britannico Steps e Nikki Webster.

## Biografia
Delta Lea Goodrem nasce il 9 novembre 1984 alla periferia di Sydney, da Denis Goodrem e Lea Christina Harwood Parker, ora divorziati. Ha un fratello più giovane, Trent, giocatore di football australiano con il Central District Football Club nel South Australian National Football League (SANFL).
Il nome di Delta deriva dalla canzone di Joe Cocker Delta Lady. Attratta dal mondo della musica e dello spettacolo fin da giovanissima, all'età di sette anni la Goodrem appare in uno spot americano per la società di giocattoli Galoob, a fianco dell'amica Rebecca Cartwright, e, contemporaneamente, inizia a suonare il pianoforte, prendendo anche lezioni di canto, ballo e recitazione.

### 2002-2007:Neighbours,Innocent Eyes e Mistaken Identity

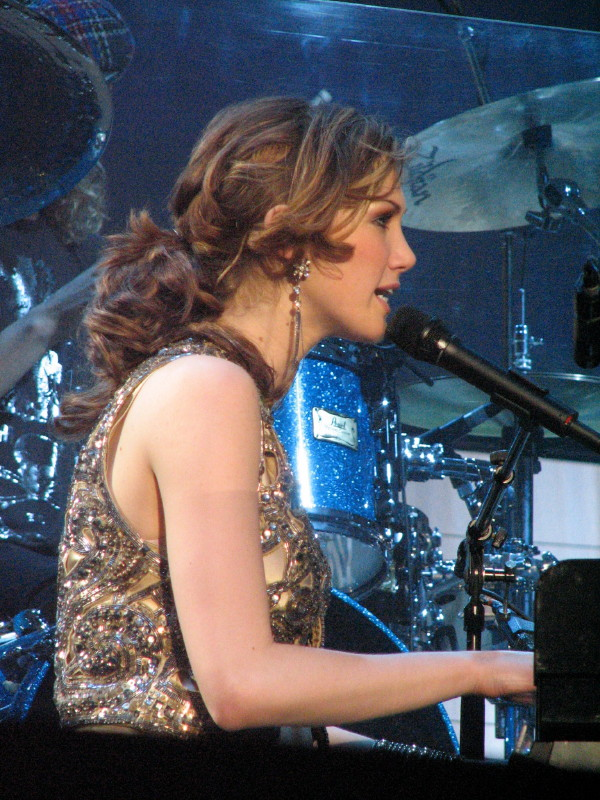
Delta Goodrem in una performance del 2005

All'età di 15 anni la Goodrem firma un contratto discografico con la Sony e inizia a lavorare al suo primo album, comprendente il suo singolo d'esordio I Don't Care, uscito nel novembre del 2001. Nel 2002 partecipa alla popolare soap Neighbours, interpretando il ruolo di Nina Tucker, che le dà un immediato successo, facendole ottenere il Logie Awards come Most Popular New Talent. In questa serie, inoltre, canta per la prima volta il brano Born to Try, scritto insieme ad Audius Mtawarira. Il singolo scala la classifica australiana raggiungendo la prima posizione, e trascina il successo anche in Europa. Infatti raggiunge la terza posizione nella classifica del Regno Unito, tredicesima in Irlanda e undicesima nella European Hot 100.
Il 24 marzo 2003 pubblica il suo album di debutto, Innocent Eyes, che diviene l'album di maggior successo in Australia negli anni 2000. L'album debutta alla prima posizione della classifica australiana, alla seconda di quella britannica e nona della European Top 100 Albums. Vende in totale 1.2milioni di copie nel paese natale e 4.5milioni in tutto il mondo. Agli ARIA Music Awards vince nove premi su tredici nomine, sorpassando il recod detenuto da Natalie Imbruglia nel 1999 con sei vittorie, mentre Born to Try le fa ottenere MTV Video Music Awards nella categoria International Viewers' Choice Award.

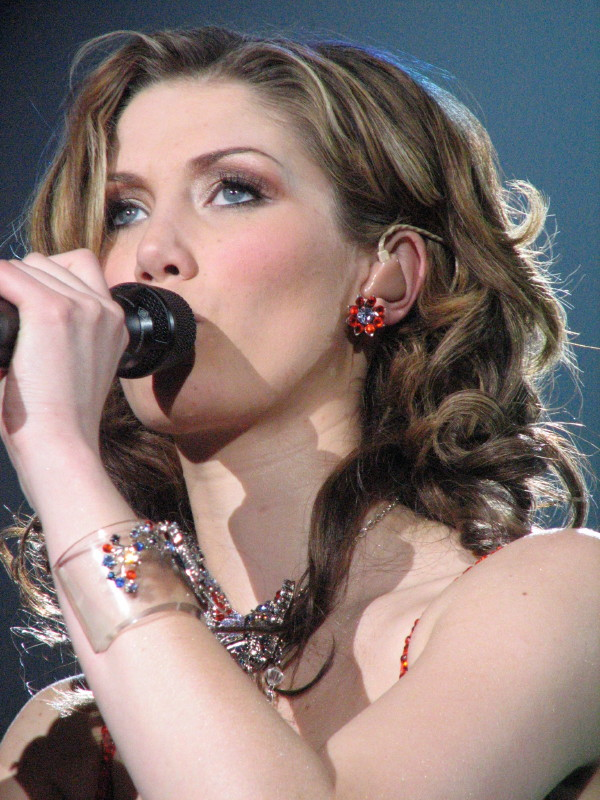
Delta Goodrem nel 2005

Il 3 marzo del 2003 esce il singolo Lost Without You che raggiunge la top5 in Australia, Regno Unito ed Irlanda, entrando inoltre nella classifica statunitense Billboard Adult Contemporary alla diciottesima posizione. Il singolo Innocent Eyes (singolo Delta Goodrem), omonimo dell'album esce invece il 3 giugno successivo, ottenendo successo nel Regno Unito ed Australia.
L'8 luglio 2003, all'età di 18 anni, alla Goodrem viene diagnosticato il linfoma di Hodgkin, costringendola  a sospendere tutti gli impegni lavorativi durante la cura della malattia. Intraprende infatti la chemioterapia, che comporta la perdita dei capelli, nonché la radioterapia.
Alla fine dell 2008 Delta comincia a lavorare al suo secondo album, Mistaken Identity, che viene pubblicato l'8 novembre 2004 e si classifica ai primi posti in Australia, Regno Unito e Irlanda e vende quasi 500 000 copie in tutto il mondo. Dall'album vengono estratti i singoli Out of the Blue,che diventa il sesto numero uno in Australia,  Mistaken Identity e Almost Here, un duetto con il cantante irlandese Brian McFadden che entra nelle Top5 10 di Regno Unito, Irlanda, Australia, Norvegia e Danimarca.
Nel 2005 estrapola i singoli A Little Too Late e Be Strong. Nel marzo del 2005 esordisce al cinema con il film Hating Alison Ashley e nel luglio dello stesso anno inizia il suo primo tour di concerti in Australia, The Visualise Tour.

### 2007-2009:Delta

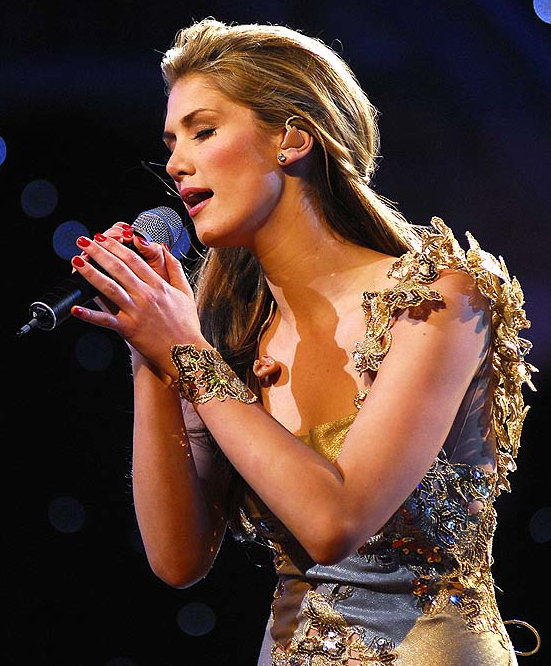
Delta Goodrem in concerto nel 2008

Il 10 agosto 2007 la Goodrem gira a Los Angeles il video musicale di In This Life, il primo singolo del suo terzo album previsto per lo stesso anno. Il brano ricevette la certificazione d'oro in una settimana dalla pubblicazione, e successivamente il doppio platino in Australia, divenendo il settimo singolo a raggiungere la Top10 per la cantante, che si trovo ad essere la terza artista donna ad ottenere questo risultato insieme a Kylie Minogue e Madonna.
Il 20 ottobre 2007 viene pubblicato l'album Delta, con la partecipazione di John Shanks, Brian McFadden e Wayne Hector. L'album diventa il terzo numero uno per la cantante nel paese natio, mentre arriva alla posizione 12 in Nuova Zelanda, con 300 000 copie vendute in totale. Altri singoli di successo contenuti all'interno dell'album sono Believe Again, che vinse l'MTV Australia Awards come Video of the Year, e You Will Only Break My Heart. L'album ottenne il premio come Highest Selling Album agli ARIA Music Awards del 2008 e ai World Music Award dello stesso anno, ha ricevuto il suo terzo World Music Award per il World's Best Selling Australian Artist.
Nel 2008 si concentra a promuovere il disco e il singolo In This Life in Giappone e negli Stati Uniti. Nel primo paese il disco raggiunge la Top10, arrivando all'ottava posizione, con una vendita complessiva di 30 000 copie. Negli Stati Uniti l'album vende 21 000 copie e debutta alla posizione 169 della Billboard 200 e alla prima della Billboard Top Heatseekers. Il singolo entra invece alla ventesima posizione della Billboard Hot Adult Top 40.
Tra il 9 gennaio e il 4 febbraio 2009 intraprende il Believe Again Tour in Australia, composto di 14 date. Al termine fu pubblicato un DVD con un documentario sui concerti tenuti. La cantante ha anche registrato un duetto, Right Here With You, con Olivia Newton-John per aiutare la collega a raccogliere fondi per l'ospedale oncologico a Melbourne.

### 2011–14:Child of the Universe,The Voice e Christmas

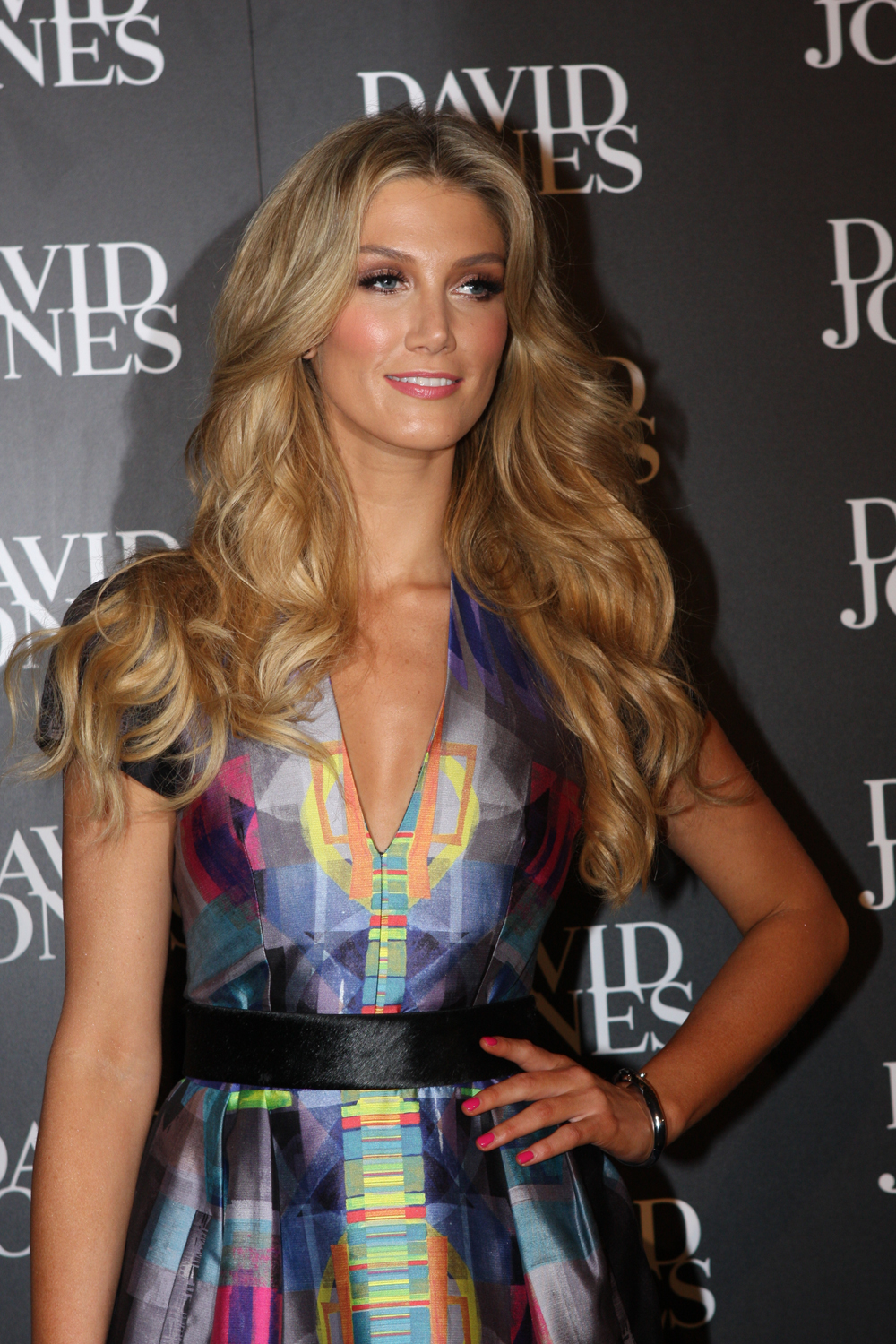
Delta Goodrem nel 2012

Dall'inizio del 2012 alla fine del 2013 la Goodrem ha fatto parte della giuria della versione australiana del talent show The Voice insieme a Keith Urban, Joel Madden e Seal.
Il 30 marzo 2012 pubblica il singolo Sitting on Top of the World, che arriva alla seconda posizione in Australia dove viene certificato triplo platino, ottenendo inoltre la certificazione d'oro in Nuova Zelanda. Il 10 agosto escono Dancing with a Broken Heart e, successivamente, il terzo singolo Wish You Were Here, che entra nella Top5 e viene certificato platino. Il 26 ottobre dello stesso anno viene pubblicato Child of the Universe, il suo quarto album in studio della cantante, che vede la partecipazione nella composizione e produzione di Nick Jonas, John Shanks, Gary Clark e Martin Terefe. L'album debutta alla seconda posizione in Australia e viene certificato d'oro. Il brano Sitting on Top of the World viene nominato come Song of the Year agli ARIA Music Awards del 2012.
È presente nell'album natalizio Spirit of Christmas 2012 dove interpreta il brano Blue Christmas. Il 14 dicembre 2012 esce un suo l'Ep intitolato Christmas.
Goodrem festeggia 10 anni dall'uscita del suo album multiplatino Innocent Eyes, che ha raggiunto il secondo posto nella UK Albums Chart con Innocent Eyes: Ten Year Anniversary Acoustic Edition il 29 novembre 2013. Il 26 novembre 2013, tramite il suo profilo di Twitter, la Goodrem annuncia di non tornare a The Voice per una terza stagione, scegliendo invece di far parte della nuova versione australiana di The Voice Kids, poiché questo le darebbe più tempo per la sua carriera musicale e per lavorare al suo quinto album. La Goodrem ha partecipato al programma dal 22 giugno al 10 agosto 2014 con Joel Madden insieme al fratello Benji Madden e Melanie Brown.

### 2015-2018: ritorno aThe Voice,il musical Cats eWings of the Wild

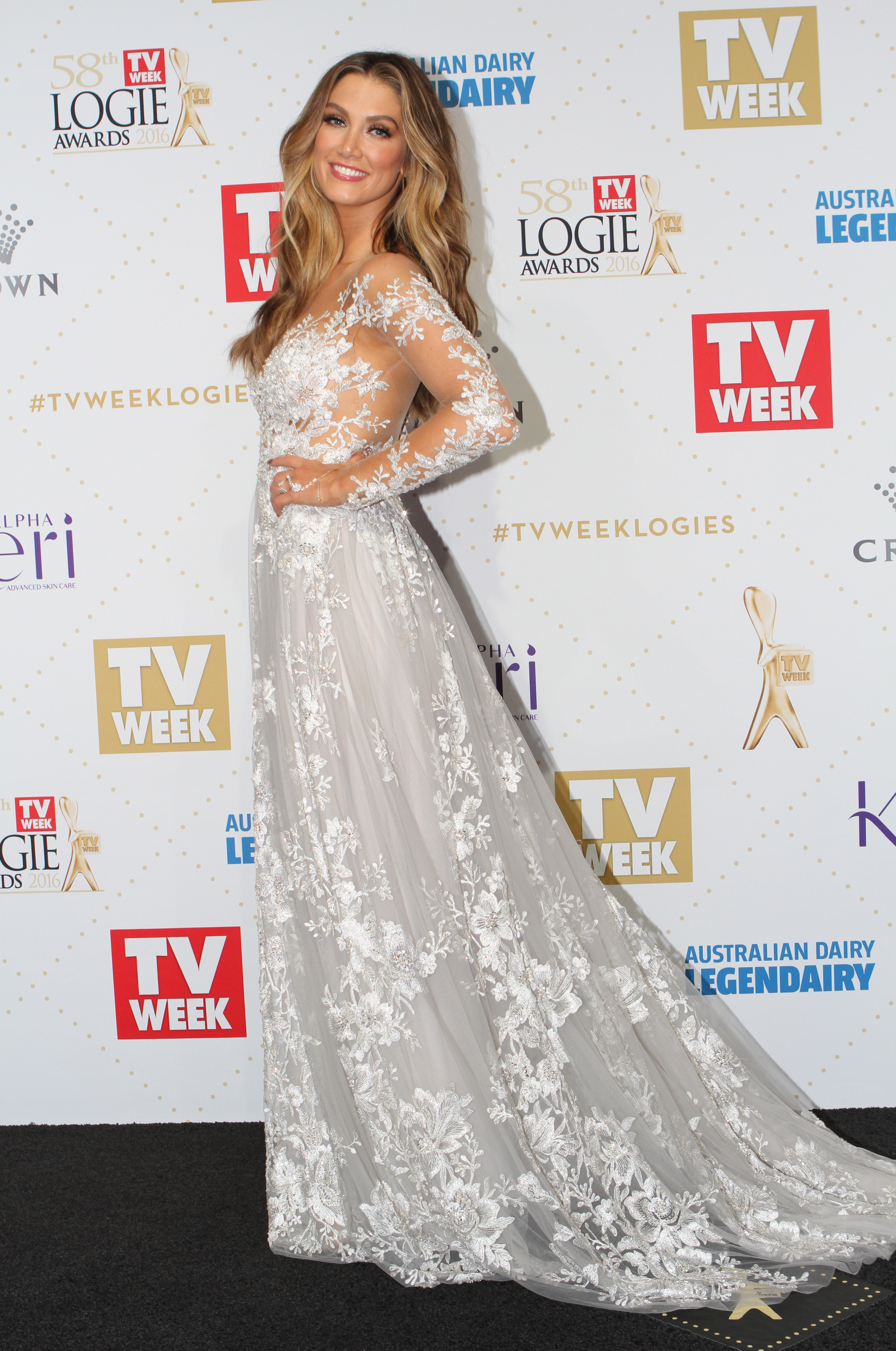
La cantante alla 58ª premiazione dei Logie Award nel 2016.

Il 13 gennaio 2015 viene annunciato che la Goodrem sarebbe tornata a The Voice Australia per la quarta stagione della serie. Pubblica inoltre il singolo Only Human in concomitanza al suo ritorno televisivo per il 30º anniversario della serie TV Neighbours. Il 24 giugno successivo pubblica il singolo Wings che raggiunge la prima posizione della classifica australiana ricevendo la doppia certificazione di platino e ricevendo una nomina agli ARIA Music Awards nella categoria Best Video. Tra ottobre 2015 e febbraio 2016 debutta come attrice a teatro nella versione australiana del musical Cats.
Dopo il singolo Dear Life, che riceve la certificazione di platino e raggiunge la terza posizione della classifica australiana, l'album Wings of the Wild è stato pubblicato il 1º luglio 2016, diventando il quarto album della cantante alla prima posizione della classifica australiana. Successivamente riceve la certificazione di disco d'oro. Vengono estratti poi Enough, in collaborazione con la rapper statunitense Sizzle  e The River, brano apprezzato dalla critica ed associato ai brani Rolling in the Deep di Adele e Daddy Lessons di Beyoncé. Quest'ultimo riceve la nomina come Best Video agli ARIA Music Awards, mentre la cantante viene nominata nella categoria Best Female Artist.
Nel 2017 continua come coach a The Voice Australia e entra nel cast della serie televisiva House Husbands. Il 15 febbraio 2018, Goodrem pubblica il singolo Think About You. Nel maggio 2018 interpreta Olivia Newton-John nella miniserie australiana Olivia Newton-John: Hopelessly Devoted to You. Contestualmente, Delta Goodrem pubblica il progetto musicale I Honestly Love You, in cui Delta reinterpreta alcuni brani della Newton-John e vi duetta nell'inedito Love Is A Gift.

### 2019-presente:Only Santa KnowseBridge Over Troubled Dreams
A dicembre 2019, Delta Goodrem dichiara di essere al lavoro su un nuovo album. A gennaio 2020, in concomitanza con i terribili incendi australiani, Delta pubblica il singolo Let It Rain a scopo benefico: il brano nasce in realtà da un semplice post Instagram, in seguito al quale la cantante è stata incoraggiata dai suoi fan a farne un singolo ufficiale. Nei mesi successivi, mentre continua con il suo lavoro di coach a The Voice, Delta ha dato effettivamente inizio alla promozione del nuovo album pubblicando i singoli Paralyzed, Solid Gold e Keep Climbing; la cantante dichiara inoltre che il nuovo album sarebbe stato "un mix tra Paralyzed ed il suo vecchio materiale, un viaggio fra brani lenti e up tempos". In questo stesso periodo, Delta Goodrem annuncia anche il Bridge Over Troubled Dreams Tour, attualmente previsto per il 2021.
Il 13 novembre 2020 l'artista pubblica a sorpresa l'album natalizio Only Santa Knows, che esordisce alla seconda posizione della classifica australiana. Nel corso dello stesso mese presenta gli ARIA Music Awards 2020 e conferma di lasciare il ruolo di coach e giudice a The Voice Australia. Il 12 dicembre 2020 si esibisce nello speciale televisivo Christmas with Delta in promozione dell'album. Il 14 maggio 2021, dopo aver pubblicato vari singoli come Billionaire e Solid Gold, pubblica il suo settimo album Bridge Over Troubled Dreams.
Nel 2023 annuncia la scelta di diventare un artista indipendente e pubblica il singolo Back to Your Heart.

## Vita privata
L'8 luglio 2003, all'età di 18 anni, viene diagnosticato a Delta un linfoma di Hodgkin, una forma di cancro, dal quale guarisce ristabilendosi pienamente. Nel 2004, dopo una relazione di nove mesi con il tennista australiano Mark Philippoussis, inizia a frequentare l'ex cantante dei Westlife Brian McFadden, al quale resterà sentimentalmente legata fino al 2011. Tra il 2011 e il 2012 ha avuto una storia con il cantante Nick Jonas.

## Discografia
- 2003 – Innocent Eyes
- 2004 – Mistaken Identity
- 2007 – Delta
- 2012 – Child of the Universe
- 2016 – Wings of the Wild
- 2020 – Only Santa Knows
- 2021 – Bridge Over Troubled Dreams

## Filmografia

### Cinema
- Hating Alison Ashley, regia di Geoff Bennett (2005)
- Love Is in the Air, regia di Adrian Powers (2023)

### Televisione
- Wandin Valley (A Country Practice) – serie TV, episodi 13x9 (1993)
- Hey Dad..! – serie TV, episodi 10x4 (1993)
- Polizia squadra soccorso (Police Rescue) – serie TV, episodi 4x2 (1995)
- North Shore – serie TV, episodi 1x20-1x21 (2005)
- House Husbands – serie TV, 4 episodi (2017)
- Olivia Newton-John: Hopelessly Devoted to You – miniserie TV, episodi 1x1-1x2 (2018)
- Neighbours – serial TV, 225 episodi (2002-2022)

## Programmi TV

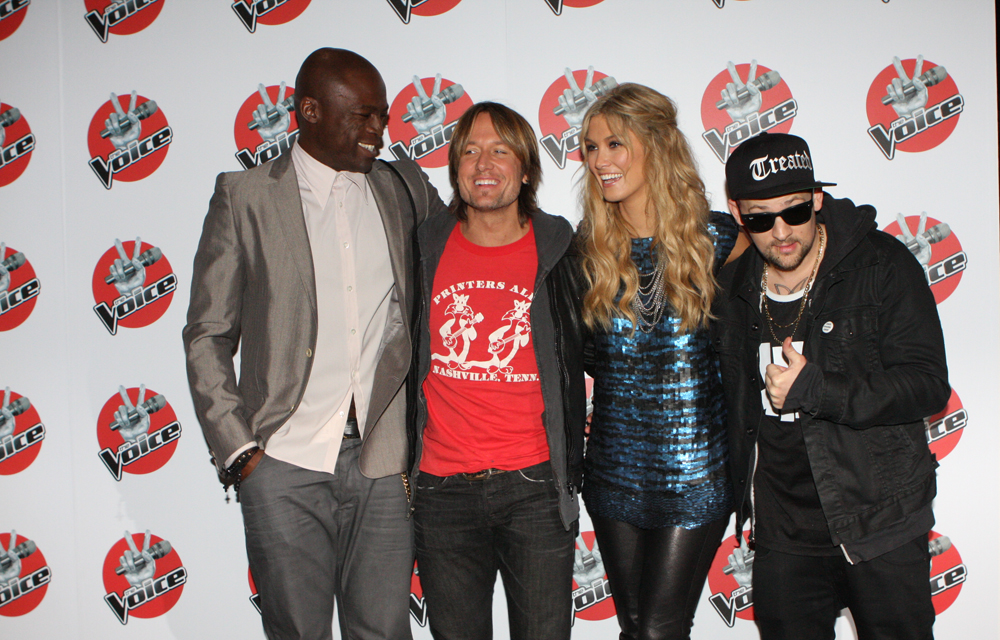
Delta Goodrem con Seal, Keith Urban e Joel Madden alla presentazione del cast di The Voice Australia del 2012.

- Australian Idol – programma TV, giudice (2009)
- The Voice Australia – programma TV, coach e giudice (2012-2013, 2015-2020)
- The Voice of Kids – programma TV, coach e giudice (2014)
- Play School – programma TV, opinionista ricorrente (2016)
- Music from the Home Front – speciale televisivo, presentatrice e performer (2020)
- ARIA Music Awards 2020 – premiazione musicale, presentatrice (2020)
- Christmas with Delta – speciale televisivo, presentatrice e performer (2020-2022)

## Teatrografia
- Cats, nel ruolo di Grizabella (2015-2016)